# カプマチニブ
カプマチニブ（Capmatinib）は成人の転移性非小細胞肺癌（NSCLC）に対する治療薬である。中でも、膜受容体肝細胞増殖因子受容体（HGFR）をコードするMET 遺伝子のエクソン14をスキップする変異を有するものを対象とする。
主な副作用には末梢性浮腫、吐き気、疲労、嘔吐、呼吸困難、食欲減退などがある。
NSCLCは肺癌全体の90%が属する最も一般的な肺癌であり、転移を起こす危険性が高い。MET エクソン14スキップは癌が転移に至る重要な段階の一つであると認識されており、肺癌患者の3-4%にこの変異が認められる。カプマチニブは米国において、この変異を有する非小細胞肺癌の治療のため承認された初めての治療薬である（日本ではテポチニブに続く2例目）。

## 効能・効果
日本
- MET 遺伝子エクソン14スキッピング変異陽性の切除不能な進行・再発の非小細胞肺癌
  - 充分な経験を有する病理医または検査施設における検査により、MET遺伝子エクソン14スキッピング変異が確認された患者に投与すること。検査にあたっては、承認された体外診断用医薬品[注 1]を用いること。

米国
- FDAが承認した検査でMETエクソン14スキップが検出された変異を有する転移性非小細胞肺癌（NSCLC）の成人の治療に適応される[1][4]。

## 副作用
間質性肺疾患が現れ、死亡に至った症例も報告されている。
重大な副作用とされているものは、
- 間質性肺疾患

間質性肺疾患（2.1%）、肺臓炎（4.1%）
- 体液貯留（54.6%）

末梢性浮腫（52.6%）、低アルブミン血症（7.2%）、胸水、心嚢液貯留（1.0%）等
- 肝機能障害（10.3%）

AST増加（7.2%）、ALT増加（10.3%）等
- 腎機能障害（25.8%）

血中クレアチニン増加（25.8%）、腎不全、急性腎障害等
である。
他に、光過敏症、胚・胎児毒性などを引き起こす可能性がある。初期の実験で細胞に対し明確な光毒性が現れたため、服用者は皮膚を覆う、日焼け止めを使用するなど日焼けを防ぐ対策を取ることが望ましいとされる。

## 作用機序
胚発生、器官形成、創傷治癒、癌の形成に関与するチロシンキナーゼであるc-Metを阻害する。

## 臨床試験
MET エクソン14スキップが確認された転移性NSCLC患者334名の参加する、多施設非無作為化非盲検マルチコホート試験「GEOMETRY mono-1試験（NCT02414139）」で有効性が実証された。参加者の中には、癌に対する治療歴がある患者とない患者がいた。参加者は、病勢進行または許容できない副作用が現れるまで、カプマチニブ400mgを1日2回経口投与された。有効性は、参加者のうち97人からの結果に基づいている。本試験は、米国、オーストリア、ベルギー、フランス、ドイツ、イスラエル、イタリア、日本、韓国、レバノン、メキシコ、オランダ、ノルウェー、ロシア、シンガポール、スウェーデン、スイス、スペイン、台湾、英国の92施設で実施された。
主な有効性評価項目は、一定量の腫瘍縮小が認められた被験者の割合（全奏効率、ORR）である。評価対象者は、NSCLCに対する治療歴のない28名と治療歴のある69名だった。治療歴のない28名のORRは68%で、完全奏効が4%、部分奏効が64%だった。治療歴のある69名のORRは41%で、全員が部分奏効だった。また、奏効期間（DOR）が12ヶ月以上持続したのは治療歴のない患者で47%、治療歴のある患者で32.1%だった。

## 承認
米国ではコンパニオン診断薬であるFoundationOne CDxを用いたアッセイと共に、2020年5月に医療用医薬品として承認されている。
2020年6月29日には、同条件で日本でも承認された。
米国食品医薬品局（FDA）は、迅速承認プログラムに基づいて申請を処理し、カプマチニブの優先審査、希少疾病用医薬品、画期的医薬品指定を認めた。